# Pepe Arévalo
Josué Ambrosio Arévalo Gama (Distrito Federal (hoy Ciudad de México), 11 de febrero de 1938-Ciudad de México, 28 de febrero de 2025) conocido como Pepe Arévalo fue un pianista y director de orquesta mexicano conocido por haber fundado y dirigido la orquesta «Pepe Arévalo y sus mulatos».

## Biografía
Pepe Arévalo nació en la Colonia Morelos del entonces Distrito Federal el 11 de febrero de 1938 siendo el segundo de los cinco hijos de Rubén Jesús Arévalo y María de la Luz Gama.A los siete años ya tocaba la guitarra, a los once aprendió a tocar el piano y para los trece comenzó a trabajar en un programa de radio de la estación XEB. Fue discípulo del pianista cubano Rubén González, más tarde trabajo durante nueve años con Toña la Negra y durante otros tres con Daniel Santos, también trabajo con Silvestre Méndez, Pepe Jara y Fernando Fernández Reyes.
En los Años 1970 Arévalo fundó su propia orquesta llamada «Pepe Arévalo y su Tremenda Charanga» la cual más tarde cambiaría de nombre a «Pepe Arévalo y sus mulatos», junto a la orquesta interpretó canciones como «Salomé», «Urge», «Cuatro vidas», «Mujeres divinas», «Pedro Navajas», «La tremenda charanga» y «La suavecita» entre otras. Arévalo y su orquesta también hicieron apariciones en películas como Las cariñosas (1979), Pedro Navaja (1984), El hijo de Pedro Navaja (1986) y El rey de las Ficheras (1989), además interpretó a Pepe en la serie Cuando llega el amor (1990).
En junio de 2019, Arévalo realizó dos conciertos en el MultiForo de Tlalpan y en el Auditorio Nacional para festejar sus 61 años de trayectoria. El 23 de agosto de 2020 la Lotería Nacional para la Asistencia Pública rindió homenaje a la trayectoria de Arévalo dedicándole su sorteo zodiaco número 1496.El 28 de noviembre de 2023, durante la entrega de los Premios EJE, fue galardonado por el Sindicato Único de Trabajadores de la Música (SUTM) y la sociedad de gestión colectiva EJE Ejecutantes con el premio «La Clave de la Música» por sus más de seis décadas de trayectoria.

### Vida personal
Arévalo estuvo casado con Ana María Guadalupe Piña con quién procreó dos hijos: Gerardo y José Luis Arévalo. En los años 1970 contrajo segundas nupcias con la actriz mexicana Alejandra Meyer con quién tuvo a un hijo, Josué Arturo Arévalo, ambos permanecieron casados por casi 35 años hasta la muerte de ella en 2007.

### Fallecimiento
El 27 de enero de 2025 Pepe Arévalo fue ingresado a terapia intensiva en el Hospital General número 1 del IMSS en la Ciudad de México después de sufrir un Infarto cerebral, tras poco más de un mes hospitalizado, Arévalo falleció en dicho lugar el 28 de febrero de 2025 a las 00:52 (hora local). El 9 de marzo de 2025 se le realizó un homenaje póstumo en el Salón Gran Forum en la Ciudad de México durante el cual su hijo, José Luis Arévalo, reveló que las cenizas de su padre descansarán en el Centro Cultural y de Rehabilitación Pepe Arévalo el cual se inaugurará próximamente en la Colonia Morelos de la mencionada ciudad.

## Discografía
Álbumes:
- Los mulatos de Pepe Arévalo (1971)
- Tropibailando con los mulatos de Pepe Arévalo (1974)
- Pepe Arévalo y sus mulatos (1975)
- Esta es la salsa de Pepe Arévalo y sus mulatos (1977)
- Salseando con Pepe Arévalo y sus mulatos (1978)
- Pepe Arévalo en New York (1979)
- Las mujeres (1980)
- La tremenda charanga (1982)
- Jaula de Oro (1998)

Sencillos:
- Falsaria/Traicionera (1977)
- Falsaria/En la campiña (1977)
- El cantar de los guajiros/Sola en el mundo (1978)
- La guayaba/Rio Manzanares (1978)
- La pared/Contigo (1980)
- Chimbombo (1980)
- Cuatro vidas (1982)
- Pedro Navaja (1983)[20]
- Contigo/Canción de que callada manera (1990)